# بيتر هانسن (مجدف)
بيتر هانسن (بالدنماركية: Peter Hansen)‏ هو مجدف دنماركي، ولد في 18 نوفمبر 1921 في Holme, Aarhus ‏ في الدنمارك.

## وصلات خارجية
- بيتر هانسن على موقع الاتحاد الدولي للتجديف (الإنجليزية)
- بيتر هانسن على موقع اللجنة الأولمبية الدولية (الإنجليزية)
- بيتر هانسن على موقع أوليمبيديا (الإنجليزية)